# Делл-Гров (тауншип, Миннесота)
Делл-Гров (англ. Dell Grove) — тауншип в округе Пайн, Миннесота, США. На 2000 год его население составило 699 человек.

## География
По данным Бюро переписи населения США площадь тауншипа составляет 109,8 км², из которых 106,9 км² занимает суша, а 2,9 км² — вода (2,64 %).

## Демография
По данным переписи населения 2000 года здесь находились 699 человек, 286 домохозяйств и 203 семьи. Плотность населения —  6,5 чел./км². На территории тауншипа расположено 447 построек со средней плотностью 4,2 построек на один квадратный километр. Расовый состав населения: 96,57 % белых, 0,43 % афроамериканцев, 1,43 % коренных американцев, 0,72 % азиатов и 0,86 % приходится на две или более других рас. Испанцы или латиноамериканцы любой расы составляли 1,14 % от популяции тауншипа.
Из 286 домохозяйств в 29,4 % воспитывались дети до 18 лет, в 62,6 % проживали супружеские пары, в 4,5 % проживали незамужние женщины и в 29,0 % домохозяйств проживали несемейные люди. 24,8 % домохозяйств состояли из одного человека, при том 11,9 % из — одиноких пожилых людей старше 65 лет. Средний размер домохозяйства — 2,44, а семьи — 2,89 человека.
23,6 % населения — младше 18 лет, 6,9 % — в возрасте от 18 до 24 лет, 24,6 % — от 25 до 44, 28,6 % — от 45 до 64, и 16,3 % — старше 65 лет. Средний возраст — 43 года. На каждые 100 женщин приходилось 106,2 мужчин. На каждые 100 женщин старше 18 приходилось 106,2 мужчин.
Средний годовой доход домохозяйства составлял 41 838 долларов, а средний годовой доход семьи —  49 271 доллар. Средний доход мужчин —  31 875  долларов, в то время как у женщин — 23 438. Доход на душу населения составил 18 399 долларов. За чертой бедности находились 5,2 % семей и 9,5 % всего населения тауншипа, из которых 11,5 % младше 18 и 3,7 % старше 65 лет.